# Бенедікт Сігюрдссон Грендаль
Бенедікт Сігюрдссон Грендаль (ісл. Benedikt Sigurðsson Gröndal) (1924–2010), ісландський державний діяч, журналіст, дипломат, прем'єр-міністр країни наприкінці 1979 — початку 1980 року.

## Біографія
Народився 7 липня 1924 року в місті Енюндарф'єрдюрі (Önundarfjörður), Ісландія. У 1946 закінчив Гарвардський університет, бакалавр історії. Аспірантуру Оксфордського університету (1947).
З 1947 — працював журналістом в журналі «Alþýðublaðsins fréttastjór».
З 1956 по 1966 — головний редактор журналу «Alþýðublaðsins fréttastjór».
З 1966 — директор Асоціації кооперативної освіти. Брав участь у створенні ісландського телебачення.
З 1956 по 1982 — депутат Альтингу.
З 1974 по 1980 — лідер Соціал-демократичної партії Ісландії.
З 1978 по 1980 — міністр закордонних справ Ісландії.
З 1979 по 1980 — прем'єр-міністр Ісландії.
З 1982 — Надзвичайний і Повноважний Посол Ісландії в Швеції та Фінляндії за сумісництвом. Згодом посол з особливих доручень в країнах Азійсько-Тихоокеанського регіону (Австралія, Китай, Південна Корея, Індонезія і Японія).
З 1989 по 1991 — постійний представник Ісландії при ООН.
20 липня 2010 — помер в Ісландії.